# 永盛梁氏宗祠
永盛梁氏宗祠，位于中国福建省福州市仓山区城门镇梁厝村，堂号“贻燕堂”。坐北朝南，占地面积693平方米。由祠埕、门厅、戏台、天井、醮楼、祭厅组成。祭厅面阔五间，进深六间，穿斗式木构架。2009年11月16日公布为第七批福建省文物保护单位。